# معاهده وین (۱۸۶۴)

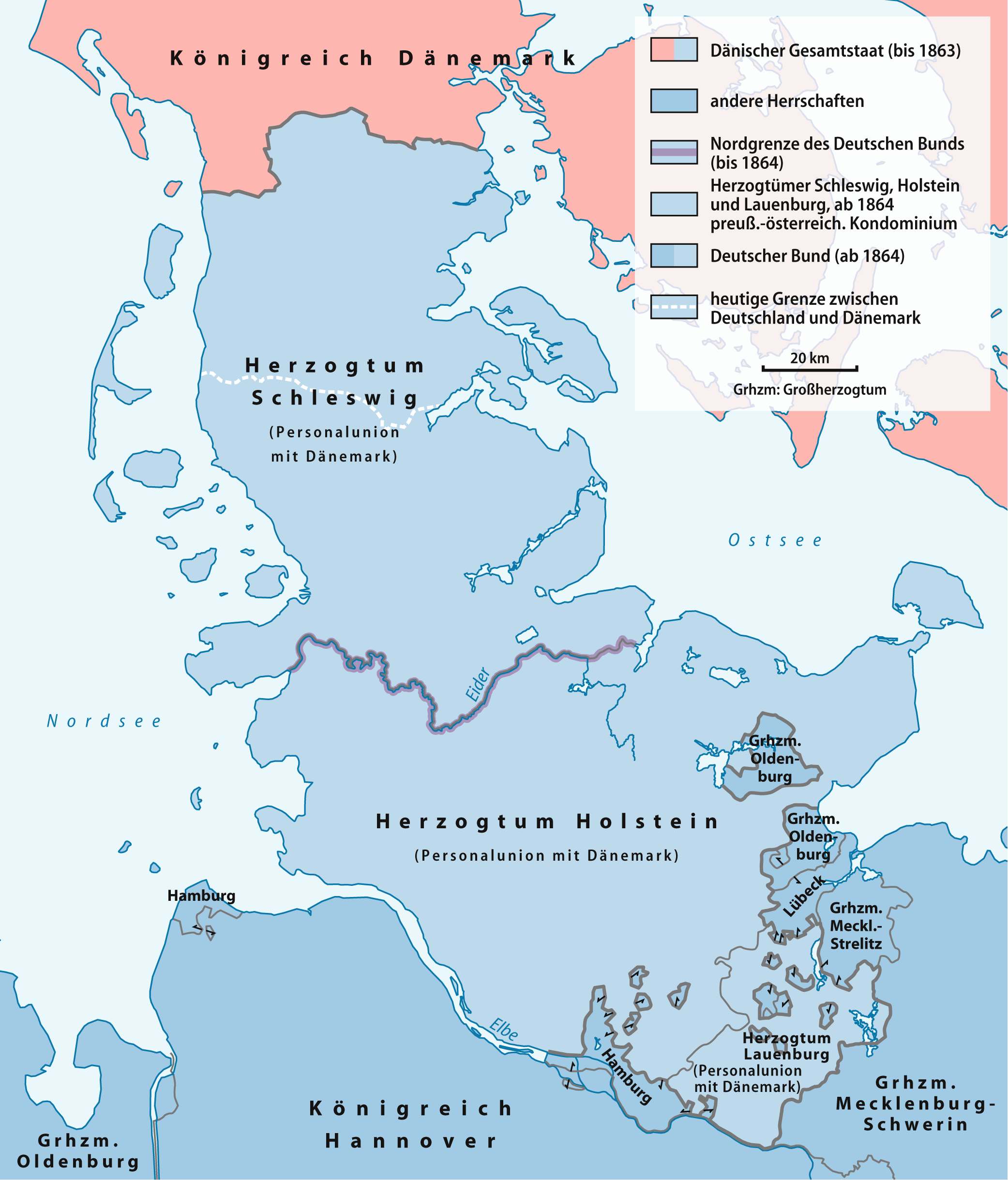
نقشه تغییرات در قلمرو طرفین که در پیمان وین توافق شد.

معاهده وین (آلمانی: Frieden von Wien) یک پیمان صلح بود که در ۳۰ اکتبر ۱۸۶۴ در شهر وین و میان پادشاهی پروس، امپراتوری اتریش و پادشاهی دانمارک به امضا رسید. با امضای این پیمان، جنگ دوم شلسویگ پایان یافت.
بر اساس مفاد این پیمان، حکمرانی دوک‌نشین شلسویگ به پروس و دوک‌نشین هولشتاین به اتریش واگذار شد. اما در سال ۱۸۶۶ میلادی، جنگ اتریش و پروس بر سر فرمانروایی بر این دو منطقه درگرفت.